# 卡爾滕巴赫河 (阿格河支流)
50°59′15″N 7°25′49″E / 50.9873991°N 7.4302367°E
卡爾滕巴赫河（德語：Kaltenbach），是德國的河流，位於該國西部，處於北萊茵-威斯特法倫州，屬於阿格河的左支流，河道全長5.4公里，流域面積5.8平方公里，河口處在恩格爾斯基興以東。